# Teika (Riga)
Teika est un voisinage (en letton : apkaime) de Riga situé sur la rive droite de la Daugava dans l'arrondissement de Vidzeme (en letton : Vidzemes priekšpilsēta).

## Présentation
Ce territoire est bordé par les voisinages de Jugla, Čiekurkalns, Mežciems, Purvciems, Grīziņkalns et Brasa. Ses frontières sont délimitées par les rues Ieriķu iela, Lizuma iela, Brīvības gatve, Šmerļa iela, Stāmerienas iela, Stūrīša iela, Linezera iela, Dzērbenes iela, Aizpriežu iela, Bajāru iela, Lielvārdes iela, ainsi que par la ligne du chemin de fer du côté nord et côté ouest. Avec sa superficie de 4,682 km2 il est un peu au-dessous de la moyenne des voisinages de la capitale. En 2011, la population de ce voisinage comptait 28 883 habitants.
La partie ouest se distingue par ses commerces, la partie centrale très calme est essentiellement composée de maisons individuelles dont la construction date d'avant-guerre, alors qu'à la périphérie on trouve les immeubles qui ont vu le jour sous occupation soviétique.
Les rues principales de Teika sont Lielvārdes iela, Brīvības gatve, Biķernieku iela, Tālivalža iela et Aizkraukles iela.

## Histoire
L'urbanisation ici a commencé en 1929, quand près de la chaussée de Vidzeme on a bâti la place Zemitāna laukums avec le monument à l'effigie du héros de la guerre d'indépendance de la Lettonie Jorģis Zemitāns (1873-1928). On a ensuite tracé un réseau des rues partant en éventail à partir de cet endroit , selon le  projet urbain de Pēteris Bērzkalns. Ainsi sont apparues les rues Āraišu iela, Tālivalža iela, Burtnieku iela, Laimdotas iela, Lielvārdes iela. Les parcelles de terrain de 1 000 m2 étaient vendues par la ville avec l'obligation de construction en espace de trois ans d'une maison individuelle ou une maison jumelée. La municipalité, à son tour, construisait les immeubles de quatre à six appartements en vue d'une location. En espace de dix ans le paysage urbain s'est enrichi de plus de 600 constructions. Le grand rôle fut joué par l'architecte Teodors Hermanovskis qui est l'auteur de 58 projets de construction le long des rues Brīvības gatve, Lielvārdes iela et Biķernieku iela.
À partir de 1934, l'urbanisation a continué vers Jugla. On a créé les rues Kuršu iela, Zemgaļu iela, Krīvu iela et d'autres encore. Le voisinage a été appelé Teika en 1937. La même année, on a inauguré ici le cinéma du même nom qui a fermé dans les années 1990.
Le marché de Teika appelé « Marché de Čiekurkalns » (Čiekurkalna tirgus) fut créé en 1951 à la frontière du voisinage éponyme. L'établissement a connu les jours de gloire dans les années 1980. On y vendait même les animaux. Au début des années 1990, c'était principalement le lieu de vente d'articles industriels comme les appareils électro-ménagers, diverses pièces détachées, textile, etc. Son activité a connu un déclin manifeste en 1994.

## Transports
- Bus: 1, 5, 14, 16, 21, 40, 48, 49
- Trolley: 4, 7, 13, 14, 16, 17, 18, 23
- Tram: 3, 6

La piste cyclable Centrs—Berģi (lv) relie le vieux Riga, Teika, Šmerlis, Jugla et Berģi. La piste longue de 13 km a été inaugurée en mai 2011.

## Galerie

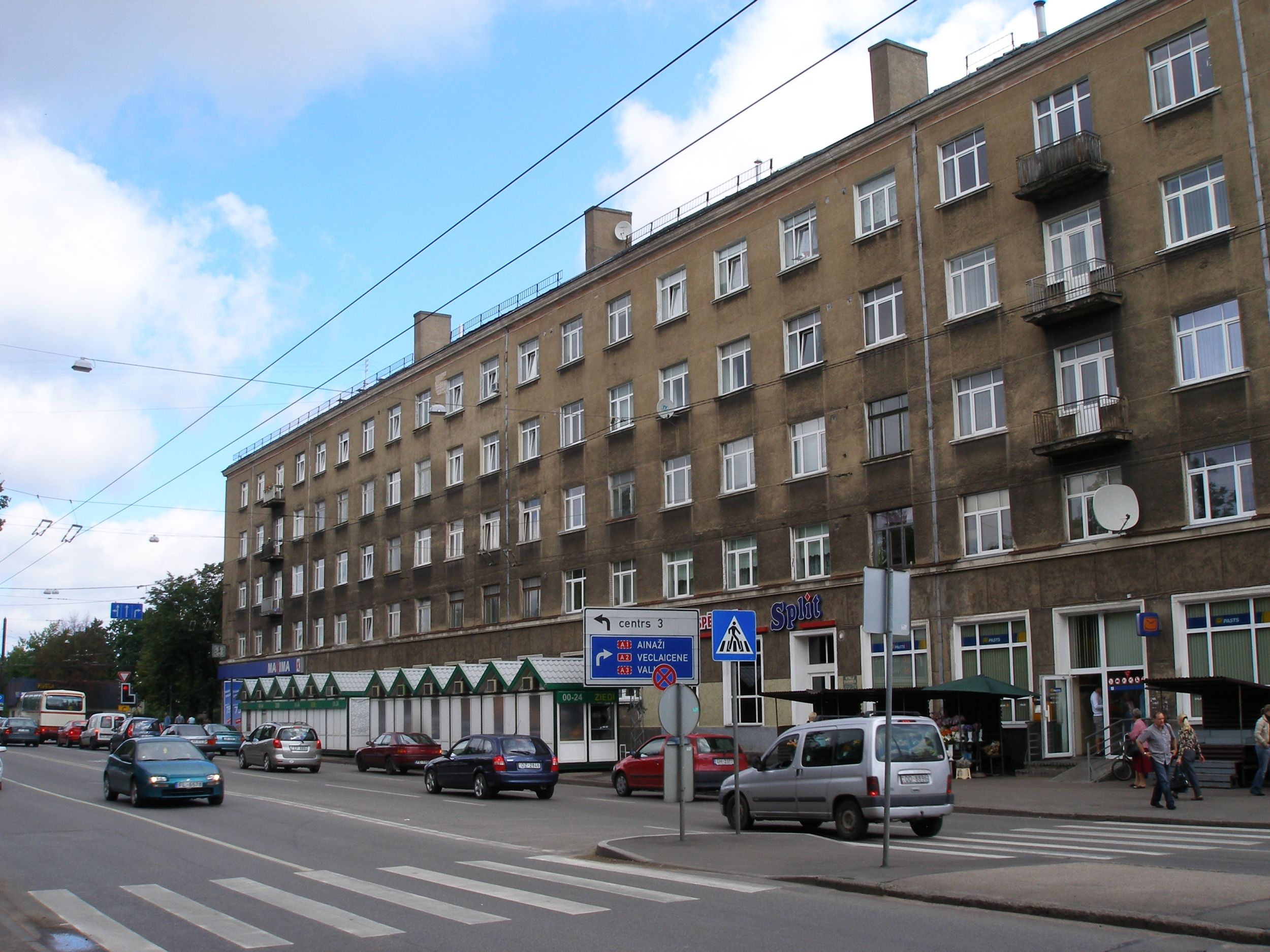
Teika, Brīvības 310
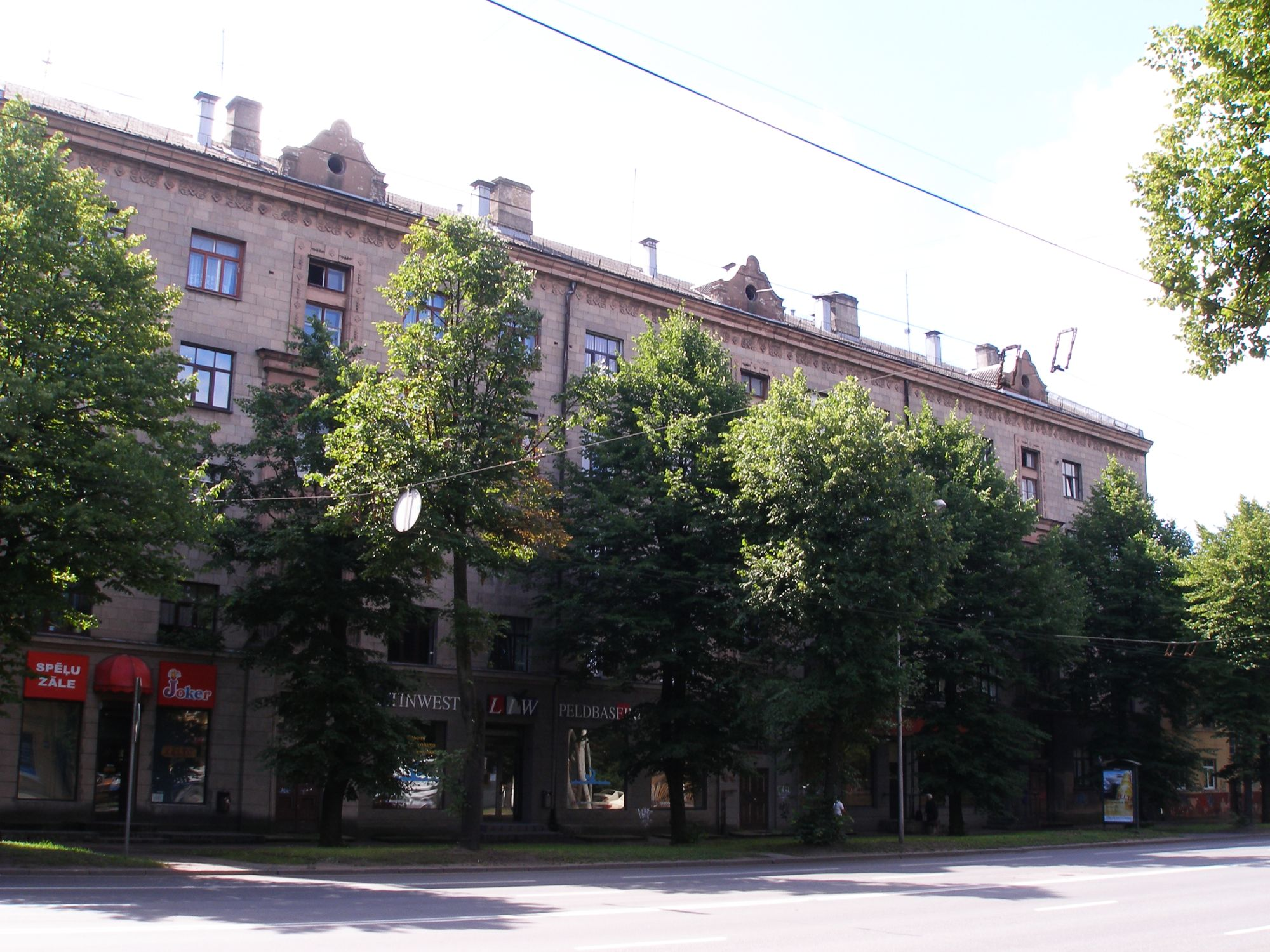
Teika, rue Brīvības 326-328
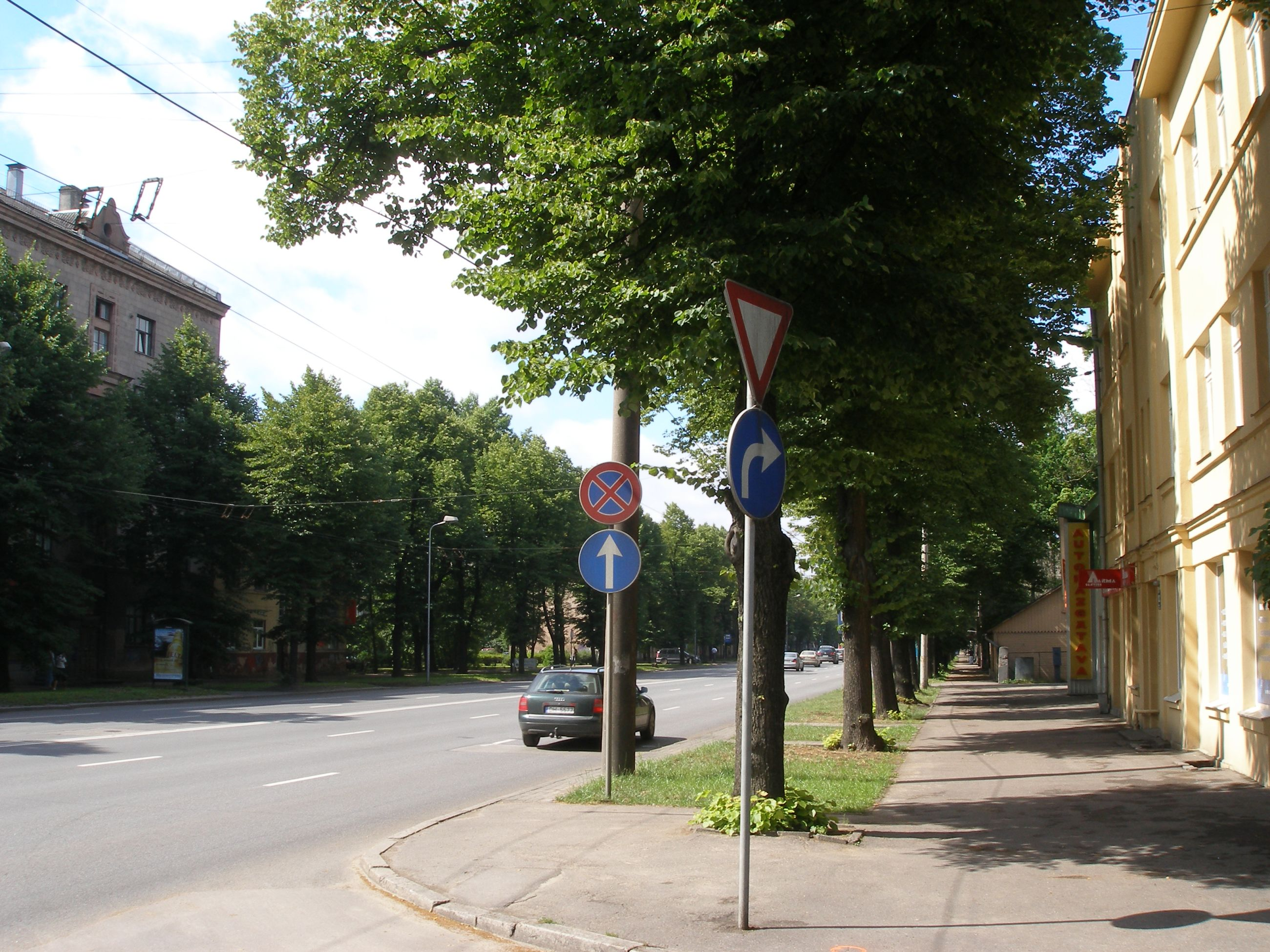
Teika, croisement des rues Brīvības et Mazā Ropažu
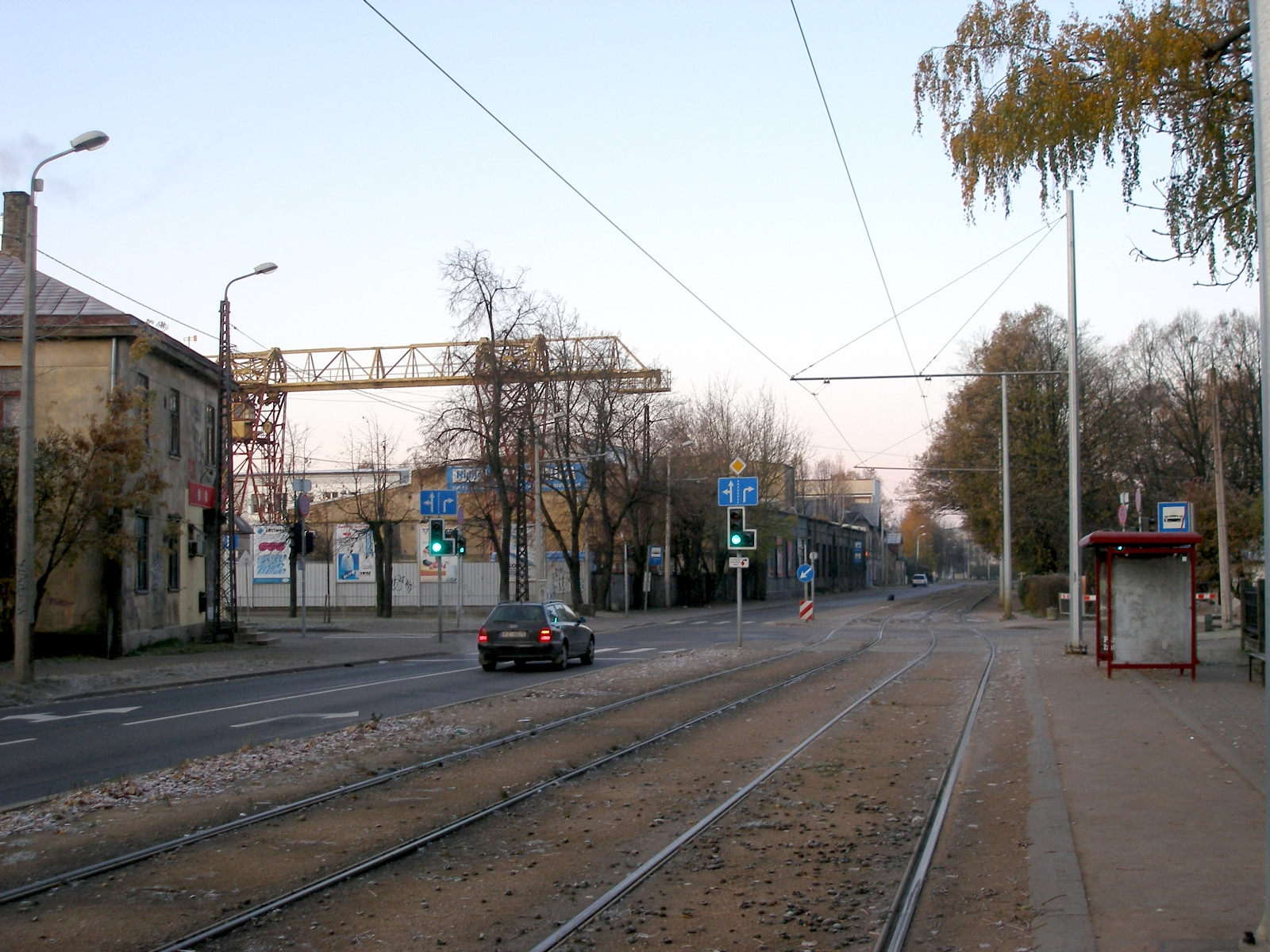
Rue Ropažu
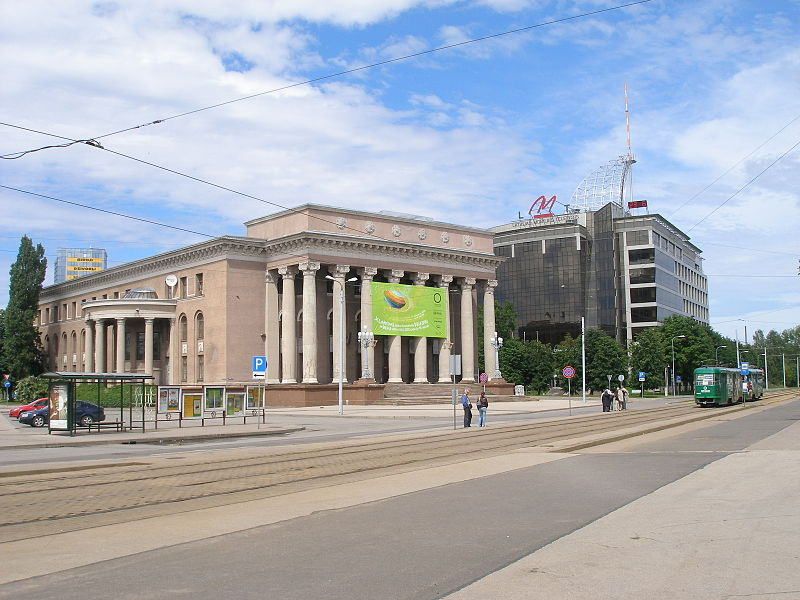
Maison de la culture de l'entreprise VEF rue Ropažu.
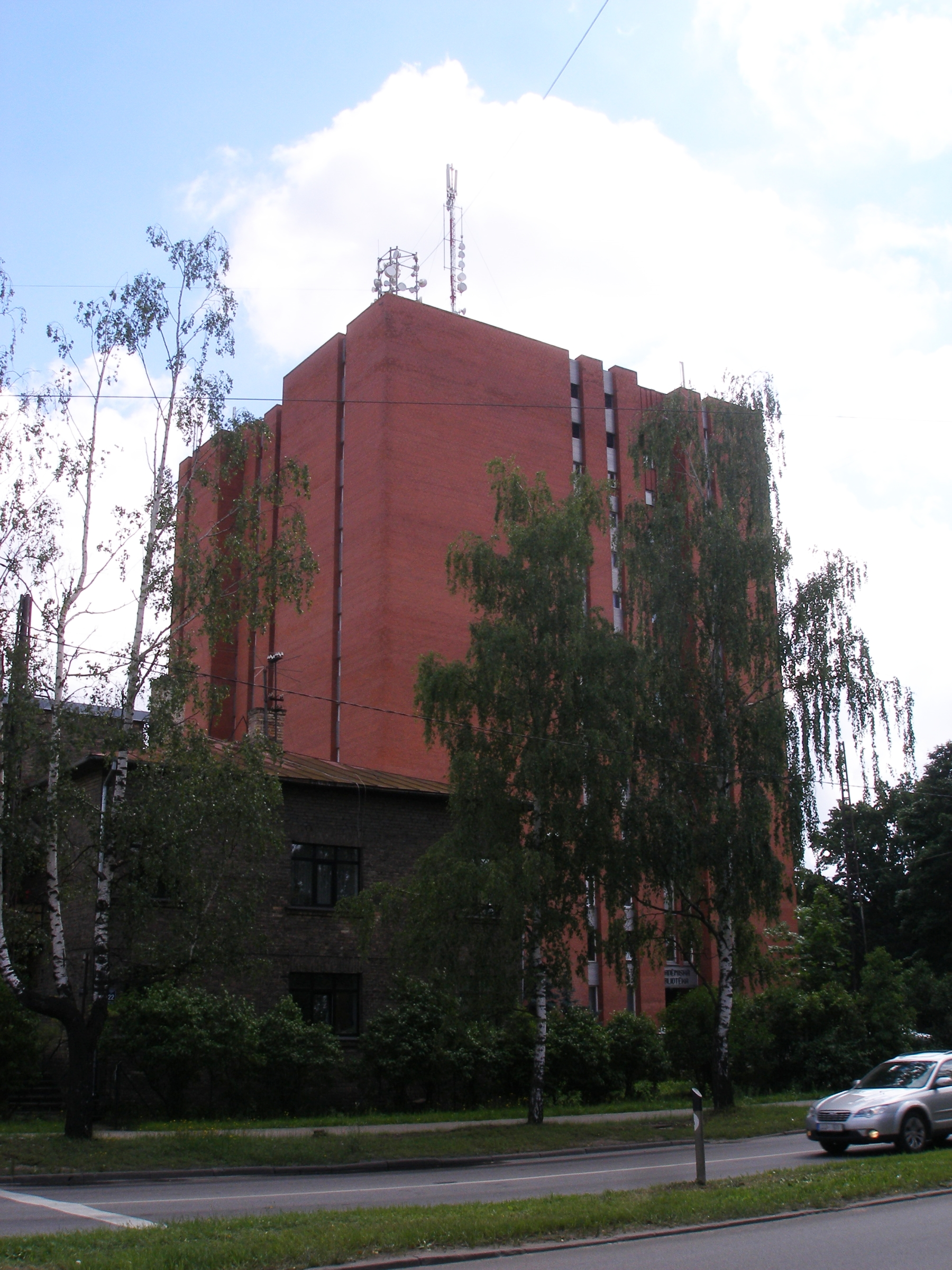
Teika, Bibliothèque rue Lielvardes 24
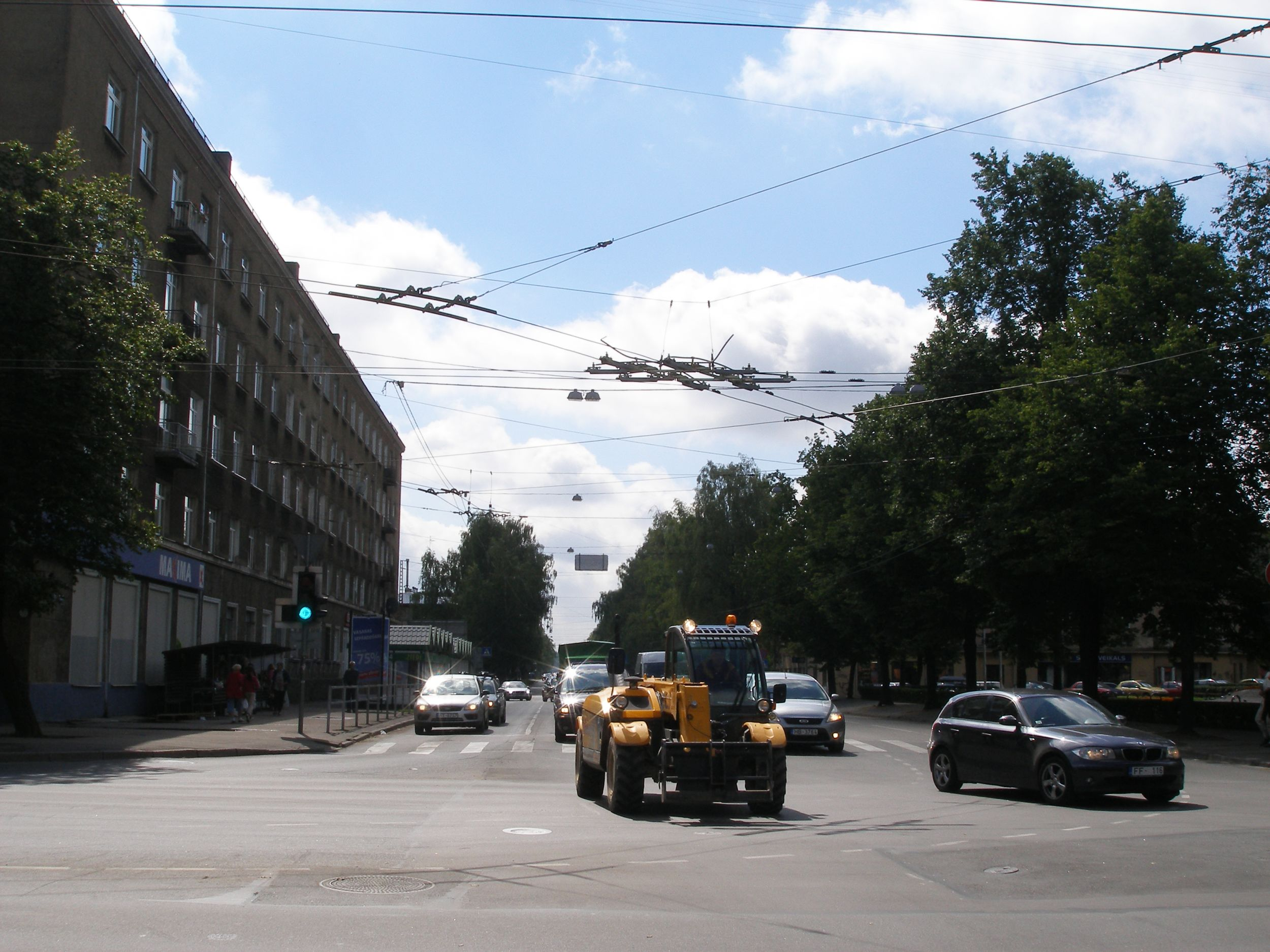
Teika, rue Lielvardes
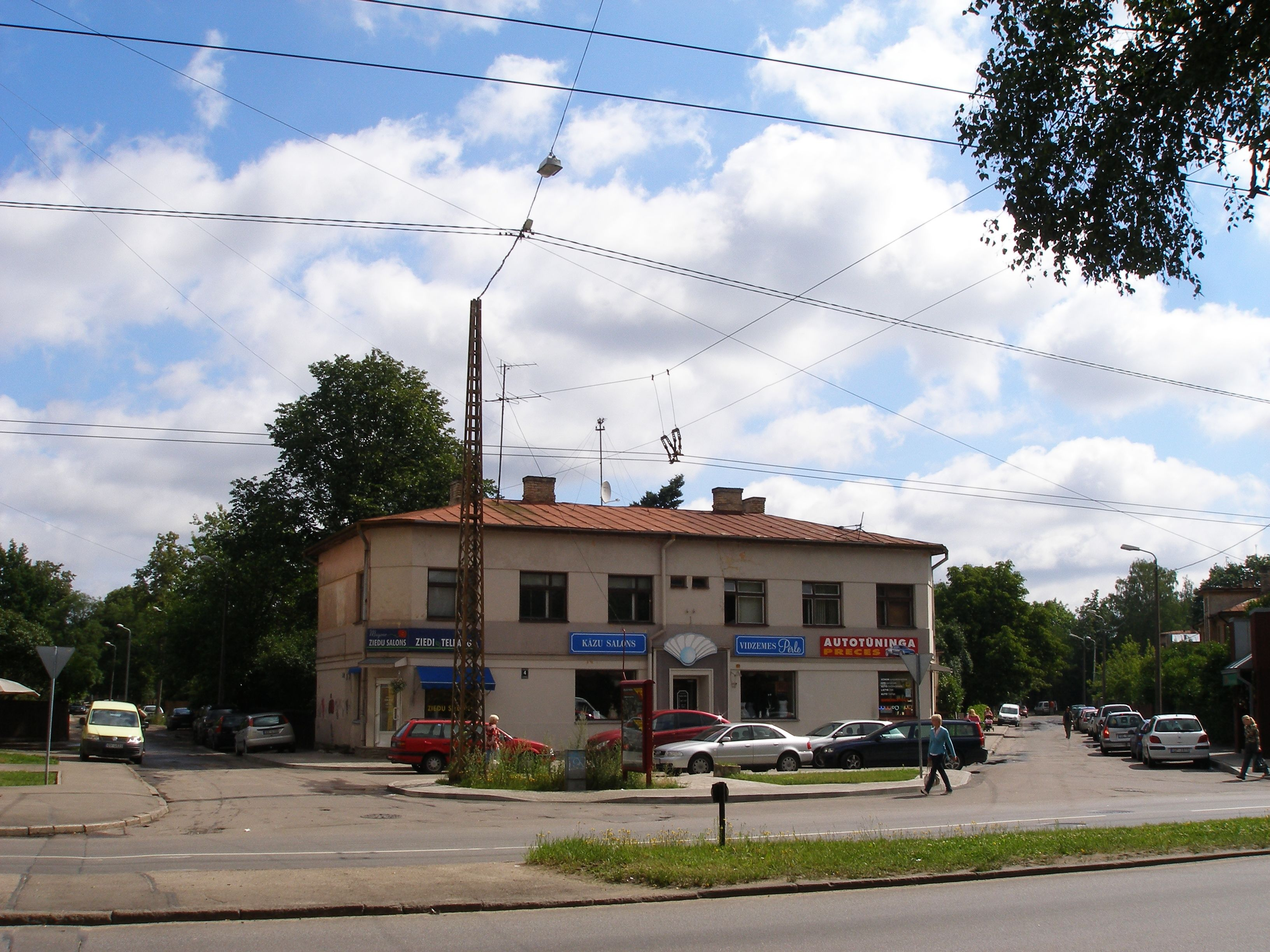
Rue Lielvardes
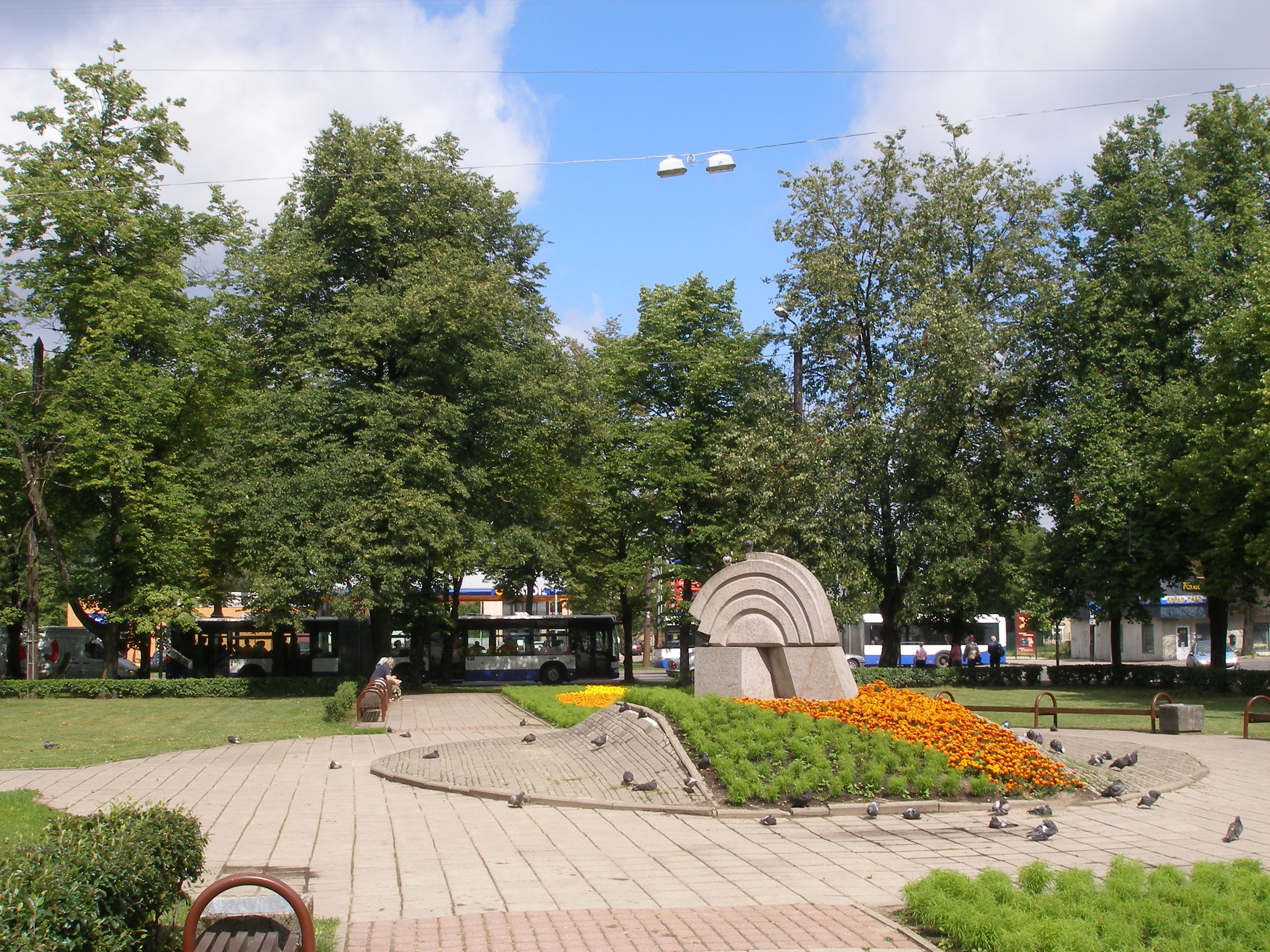
Teika, Place Zemitana laukums
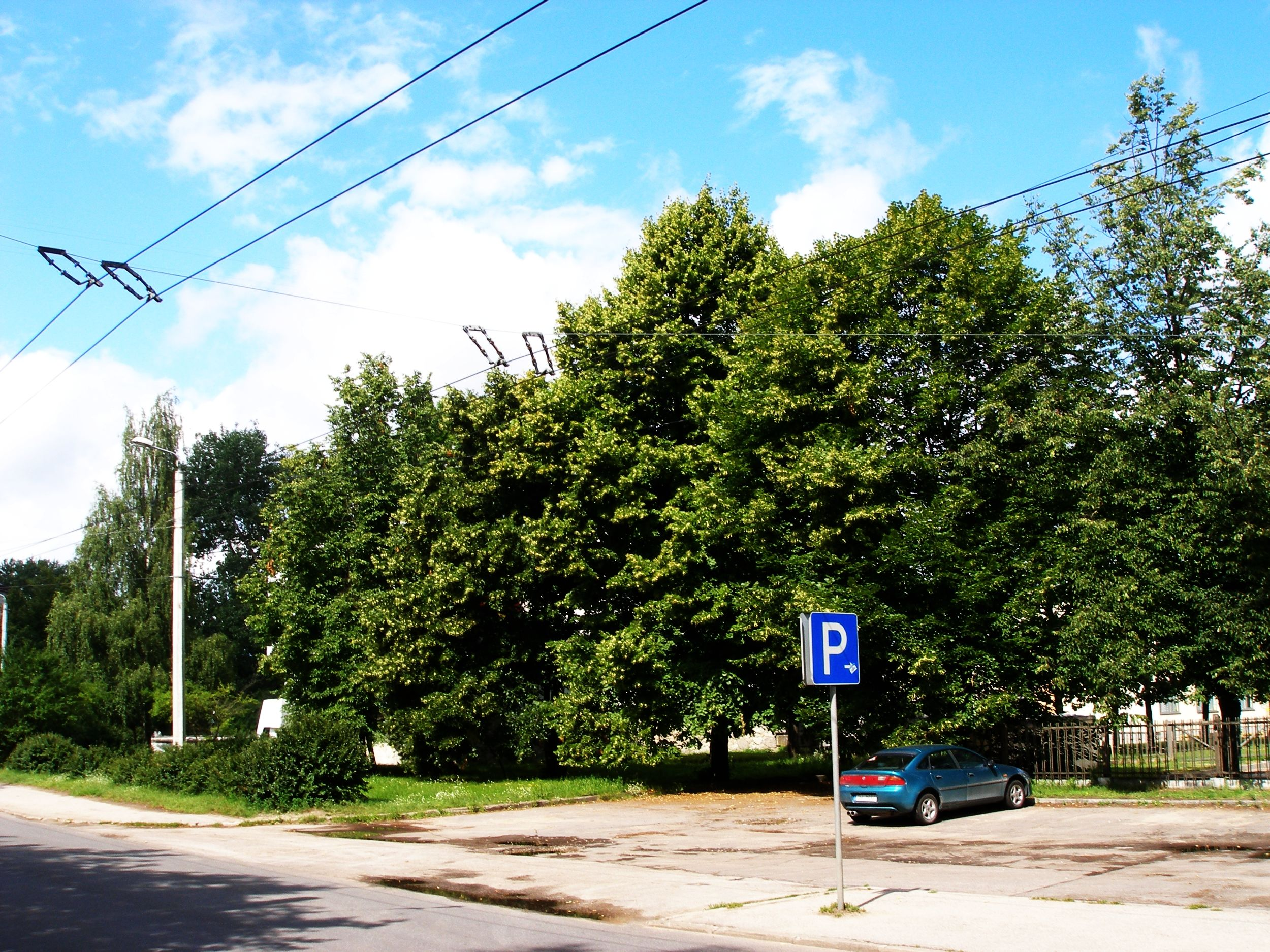
Teika, rue Aizkraukles
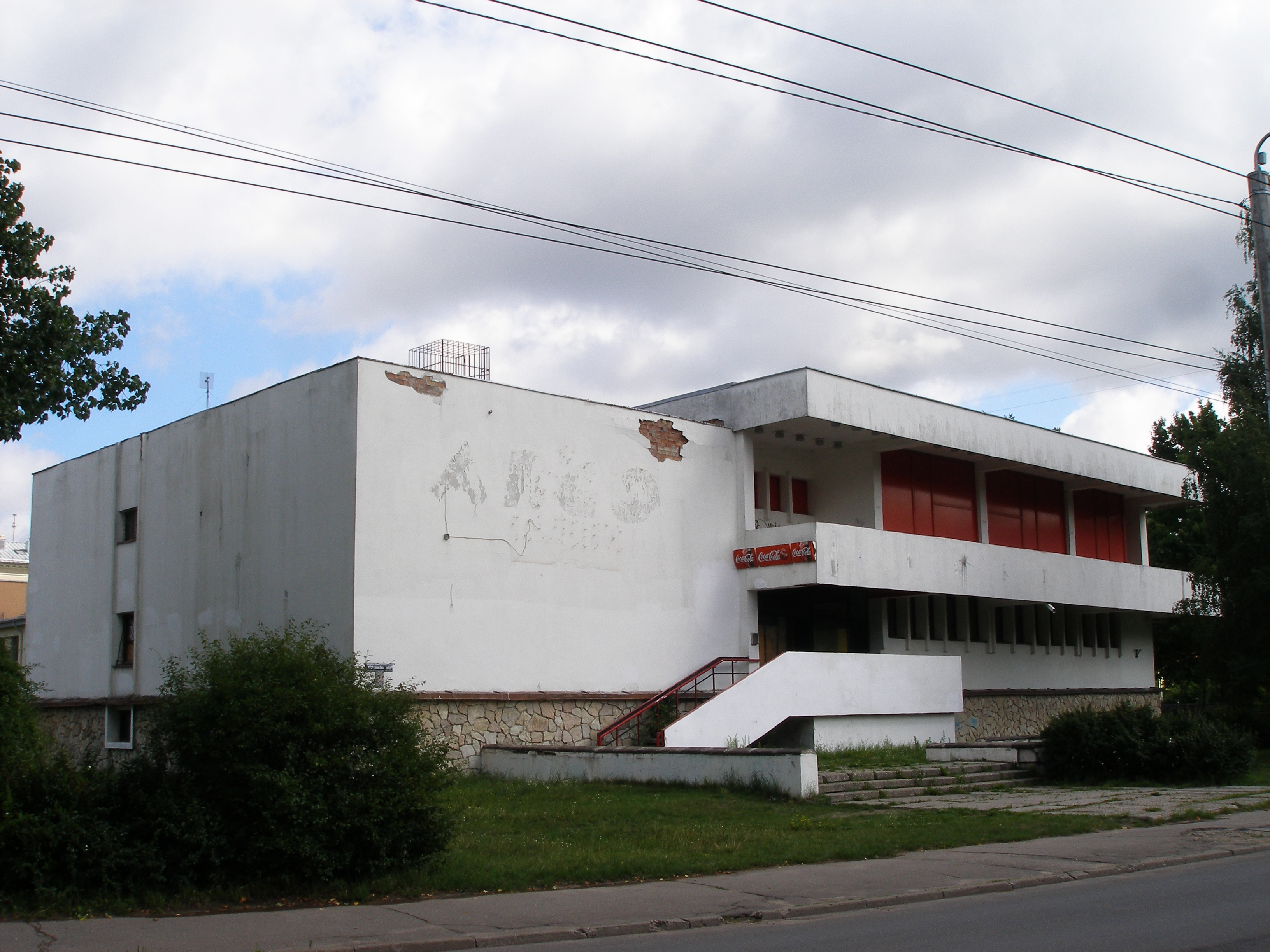
Teika, rue Aizkraukles
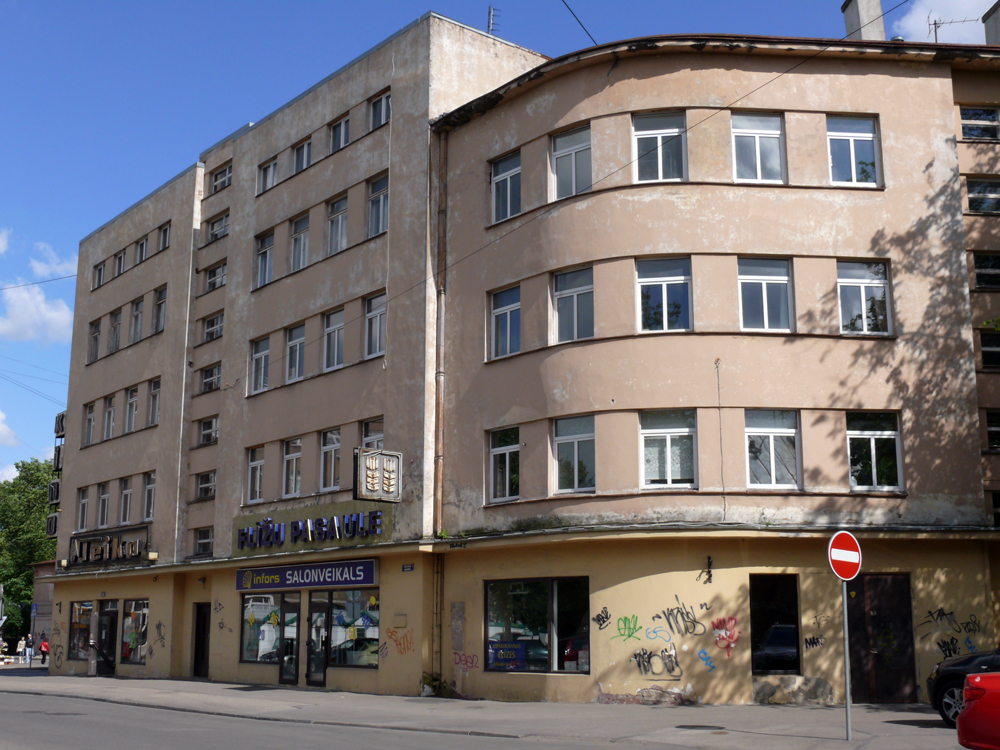
Le bâtiment du cinéma Teika.
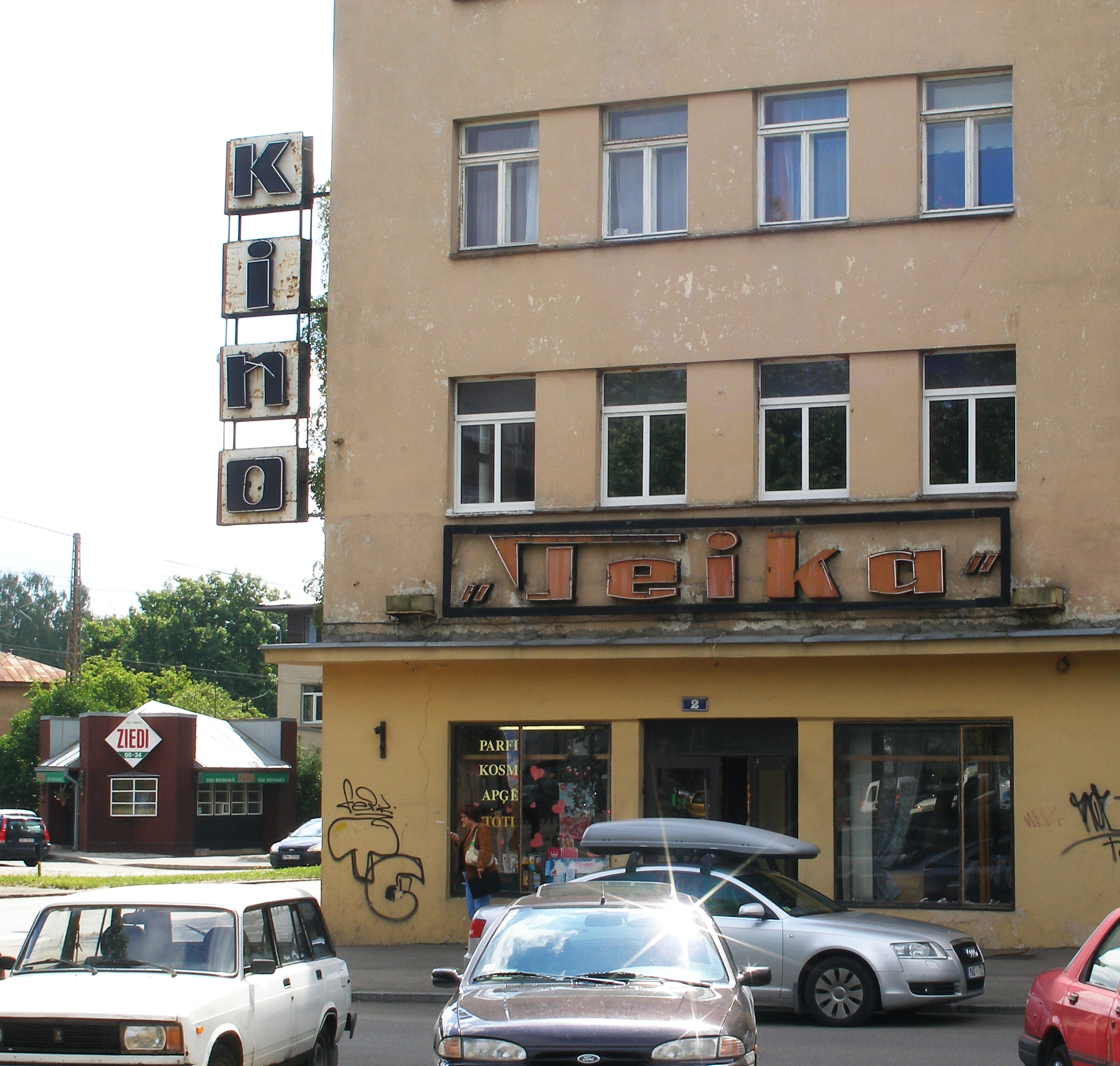
Entrée du cinéma Teika
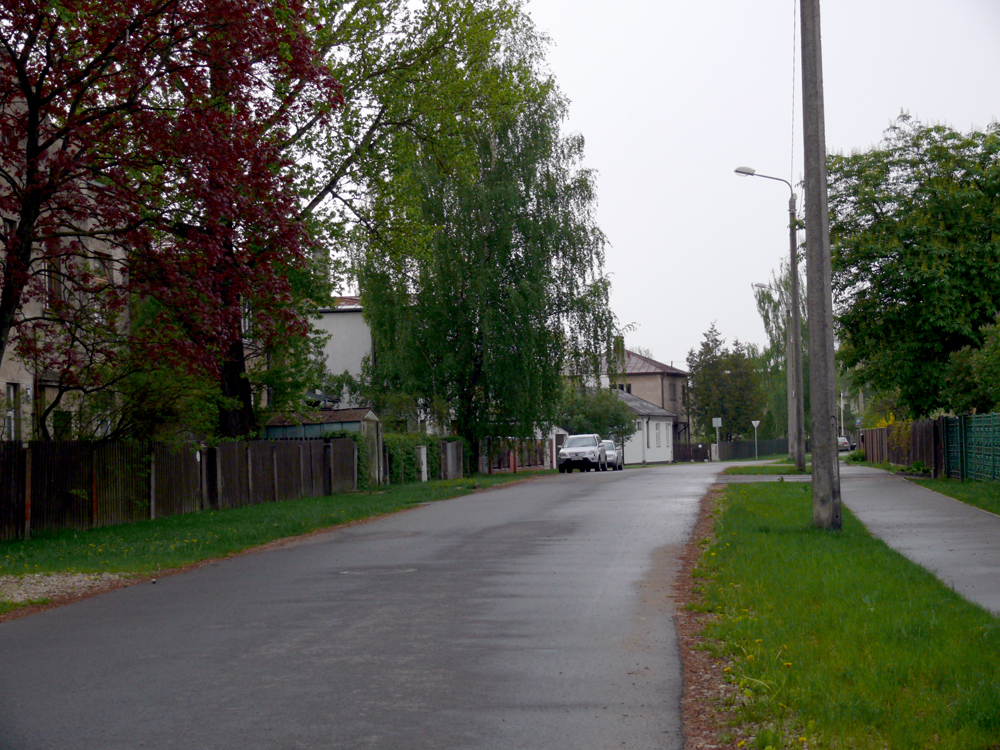
Teika, rue Stūrīša